# Robert Lijesen
Robert Lijesen (Nieuwerkerk aan den IJssel, 5 de febrero de 1985) es un deportista neerlandés que compitió en natación, especialista en el estilo libre. Su hermano Bastiaan compitió en el mismo deporte.
Ganó una medalla de plata en el Campeonato Mundial de Natación en Piscina Corta de 2008 y una medalla de bronce en el Campeonato Europeo de Natación de 2008, ambas en el relevo 4 × 100 m libre.

## Palmarés internacional
| Campeonato Mundial en Piscina Corta | Campeonato Mundial en Piscina Corta | Campeonato Mundial en Piscina Corta | Campeonato Mundial en Piscina Corta |
| Año                                 | Lugar                               | Medalla                             | Prueba                              |
| ----------------------------------- | ----------------------------------- | ----------------------------------- | ----------------------------------- |
| 2010                                | Dubái (EAU)                         | Medalla de plata                    | 4 × 100 m libre                     |
| Campeonato Europeo                  |                                     |                                     |                                     |
| Año                                 | Lugar                               | Medalla                             | Prueba                              |
| 2008                                | Eindhoven (Países Bajos)            | Medalla de bronce                   | 4 × 100 m libre                     |